# 大野町 (福井県)
大野町（おおのちょう）は福井県大野郡にあった町。現在の大野市の中心部にあたる。

## 歴史
- 1889年（明治22年）4月1日 - 町村制の施行により、大野町（大野西一番町、大野亀山町、大野水落町、大野清水町、大野東一番町、大野西二番町、大野東二番町、大野西三番町、大野東三番町、大野西四番町、大野東四番町、大野五番町、大野七間町、大野横町、大野神明町、大野寺町、大野清滝町、大野篠座町及び大野春日町）の区域をもって、大野町が発足する。
- 1954年（昭和29年）7月1日 - 大野町、下庄町、上庄村、五箇村、阪谷村、富田村、乾側村及び小山村が合併して、大野市が発足する。

## 歴代町長
| 代 | 氏名       | 就任年月日 | 退任年月日 | 備考 |
| -- | ---------- | ---------- | ---------- | ---- |
| 初 | 岡気一     | 1889年6月  | 1901年3月  |      |
| 2  | 伊藤作四郎 | 1901年3月  | 1903年4月  |      |
| 3  | 長井沃     | 1906年6月  | 1907年3月  |      |
| 4  | 内山鉄吉   | 1907年3月  | 1911年5月  |      |
| 5  | 寺田秀弘   | 1911年5月  | 1919年4月  |      |
| 6  | 布川正輔   | 1919年7月  | 1931年7月  |      |
| 7  | 布川源兵衛 | 1931年8月  | 1936年11月 |      |
| 8  | 斎藤重雄   | 1936年12月 | 1942年12月 |      |
| 9  | 西島幸市   | 1943年3月  | 1943年5月  |      |
| 10 | 布川豊     | 1943年8月  | 1946年9月  |      |
| 11 | 近藤由太郎 | 1947年4月  | 1952年10月 |      |
| 12 | 斎藤重雄   | 1952年11月 | 1954年6月  |      |

※歴代町長

## 交通

### 鉄道路線
- 京福電気鉄道
  - 越前本線（現・えちぜん鉄道勝山永平寺線）
    - 大野口駅 - 京福大野駅

現在は旧村域に越美北線の越前大野駅が所在するが、当時は未開業。

### 道路
- 国道157号
- 国道158号

## 名所・旧跡・観光スポット・祭事・催事
- 大野城